# Graffenrieda tamana
Graffenrieda tamana är en tvåhjärtbladig växtart som beskrevs av John Julius Wurdack. Graffenrieda tamana ingår i släktet Graffenrieda och familjen Melastomataceae.
Artens utbredningsområde är Venezuela. Inga underarter finns listade i Catalogue of Life.